# Slackia isoflavoniconvertens
Slackia isoflavoniconvertens es una bacteria grampositiva del género Slackia. Fue descrita en el año 2009. Su etimología hace referencia a conversión de isoflavona. Es anaerobia estricta e inmóvil. Tiene un tamaño de 0,4 μm de ancho por 2,4 μm de largo. Crece en parejas o cadenas cortas. Forma colonias lisas y traslúcidas en agar sangre tras 48 horas de incubación. Temperatura óptima de crecimiento de 37 °C. Catalasa y oxidasa negativas. Tiene un genoma de 2,2 Mpb y un contenido de G+C de 58,5%. Se ha aislado de heces humanas en Alemania. 